# Loreto Silva
María Loreto Silva Rojas (Temuco, 29 de junio de 1964) es una abogada, académica y consultora chilena, exministra de Obras Públicas durante el primer gobierno del presidente Sebastián Piñera — siendo la primera mujer en ocupar este puesto —. Desde 2018 hasta 2020 fue presidenta del directorio de la Empresa Nacional del Petróleo (ENAP), en el marco del segundo mandato de Piñera.
Con larga experiencia en el sector privado, en particular en el mundo gremial, previo a ser ministra de Estado se desempeñó como subsecretaria de Obras Públicas (2010-2012).

## Primeros años
Nacida del matrimonio conformado por Hugo Enrique Silva Ortiz, empresario transportista de la zona centro-sur del país, y Sandra Angélica Rojas San Martín, profesora de educación primaria, pasó su infancia en Metrenco, un pequeño poblado rural de la Provincia de Cautín, cercano a Padre Las Casas.
A los nueve años, junto a sus padres y su hermana menor, se trasladó a Temuco, ciudad ubicada en las cercanías de Metrenco en la que vivían sus abuelos, tíos y primos. Se incorporó entonces al Colegio Bautista de la ciudad, un establecimiento protestante, mixto y bilingüe.

## Familia y estudios
A los 16 años permaneció por espacio de seis meses en los Estados Unidos, en el marco de un programa de intercambio educacional. Una vez de regreso en su país, finalizó la educación secundaria e ingresó a la carrera de derecho.
Desde 1981 se formó profesionalmente en la escuela de leyes de la Universidad de Chile, en Santiago, entidad en la que conocería a su futuro marido y padre de sus cuatro hijos, Juan Carlos Joannon Errázuriz (hijo de Jorge Eugenio Joannon Salas y la teóloga Elena Josefina Errázuriz Aguirre), entonces su compañero de curso. Contrajo matrimonio civil con este el 8 de marzo de 1988 en Providencia.

## Actividad pública
Una vez titulada, se desempeñó en la Cámara Chilena de la Construcción y como jefa de mercados regulados (2003) y socia (2009) del estudio jurídico santiaguino Morales y Besa. Posteriormente emigró a la Asociación de Concesionarios de Obras de Infraestructura Pública (Copsa), gremio en el que ejerció como fiscal.
A comienzos de 2010 fue llamada por Piñera para servir como subsecretaria de Obras Públicas, medida que generó duras críticas por los eventuales conflictos de intereses que podría encerrar su designación. A fines de 2012, tras la salida de Laurence Golborne del cargo de ministro, asumió la titularidad de la cartera, convirtiéndose en la primera mujer en asumir esta responsabilidad.
De su gestión destaca la adjudicación, como obra pública (vale decir, no como concesión), del diseño y construcción del Puente de Chacao, en la Región de Los Lagos, así como la licitación a privados de la autopista Américo Vespucio de la capital en el tramo El Salto-Príncipe de Gales.
En mayo de 2014 inició labores como socia del estudio jurídico Bofill Escobar, de los abogados Jorge Bofill y Ricardo Escobar Calderón.
A contar de marzo de 2018, fue presidenta del directorio de la Empresa Nacional del Petróleo (ENAP). Ocupó el cargo hasta el 26 de junio de 2020, cuando presentó su renuncia como consecuencia de la tramitación de un proyecto de ley presentado por algunos parlamentarios, para prohibir que ejerzan el cargo de director de empresas del Estado a quienes sean socios de estudios jurídicos.